# Thomas Hall (Politiker)
Thomas Hall (* 6. Juni 1869 in Cliff Mine, Keweenaw County, Michigan; † 4. Dezember 1958 in Bismarck, North Dakota) war ein US-amerikanischer Politiker. 

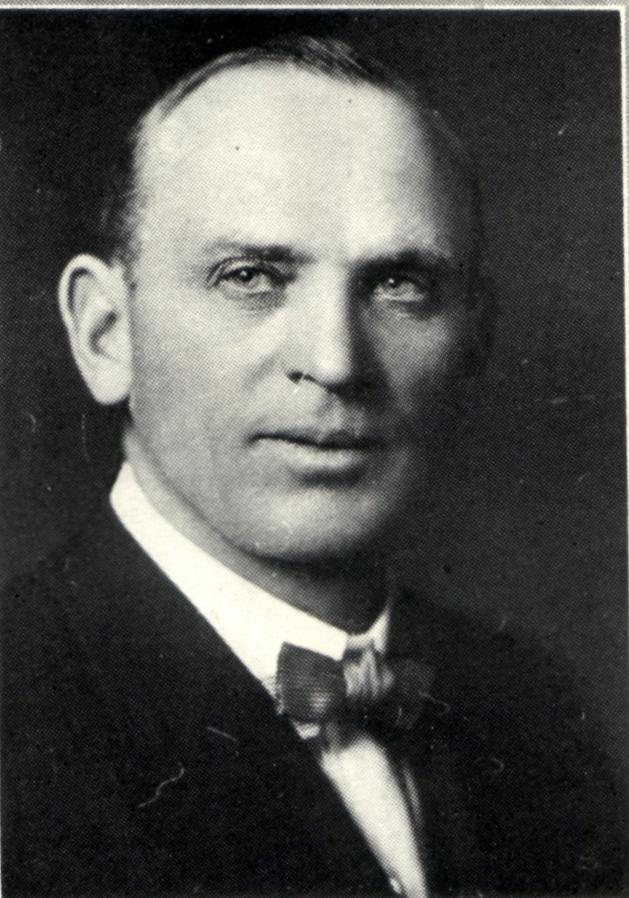
Thomas Hall (um 1913)

Zwischen 1924 und 1933 vertrat er den zweiten Wahlbezirk des Bundesstaats North Dakota im US-Repräsentantenhaus.

## Frühe Jahre
Thomas Hall zog im Jahr 1883 mit seinen Eltern in die Nähe von Jamestown im Stutsman County in North Dakota. Er besuchte die öffentlichen Schulen und das Concordia College in Moorhead (Minnesota). Zwischen 1887 und 1894 arbeitete er im Streckenbau für verschiedene Eisenbahngesellschaften, von 1896 bis 1907 war er Zeitungsreporter in Fargo. Gleichzeitig war er noch in der Landwirtschaft tätig sowie Mitglied der Nationalgarde von North Dakota.

## Politischer Aufstieg
Hall wurde Mitglied der Republikanischen Partei. Zwischen 1903 und 1907 war er Verwaltungsangestellter der Stadt Fargo. Von 1910 bis 1914 war er Mitglied im Eisenbahnausschuss und zwischen 1912 und 1924 war er als Secretary of State geschäftsführender Beamter des Staates North Dakota. Im Jahr 1924 wurde Hall als Nachfolger des zurückgetretenen George M. Young in das US-Repräsentantenhaus gewählt. Nach einigen Wiederwahlen konnte er dieses Amt zwischen dem 4. November 1924 und dem 3. März 1933 ausüben. Für die Wahlen des Jahres 1932 war er nicht mehr nominiert worden.

## Weiterer Lebenslauf
Nach dem Ende seiner Zeit im Repräsentantenhaus widmete sich Hall seinen privaten Geschäften. Dazu gehörte vor allem die Landwirtschaft, in der er als Rancher und Farmer arbeitete. Zwischen 1943 und 1954 war er nochmals Secretary of State von North Dakota. Danach zog er sich in den Ruhestand zurück. Thomas Hall war mit Anna M. Grafstein verheiratet, mit der er vier Kinder hatte.